# میروخان
میروخان (به انگلیسی: Mirokhan) یک شهر در پاکستان است که در ایالت سند واقع شده‌است. میروخان ۱۰٬۵۹۰ نفر جمعیت دارد و ۱۴۷ متر بالاتر از سطح دریا واقع شده‌است.